# Scipion (1813)
Le Scipion est un navire de 74 canons de la Marine française, de la classe Téméraire.

## Histoire
Construit en 1813, il est alors commandé par Louis François Richard Barthélémy de Saizieu puis est réaménagé en 1823. 
Le 30 septembre 1827, le Scipion entre en collision avec la Provence qui subit de graves avaries et doit retourner à Toulon pour des réparations.
Le 20 octobre 1827, elle participe à la bataille de Navarin, sous les ordres de Pierre Bernard Milius, naviguant en ligne derrière la Sirène. Au début de la bataille, le Scipion échappe de justesse à la destruction par un brûlot qui se coince sous son beaupré ; ses voiles avant ont pris feu et le feu s'est propagé dans le pont supérieur du canon, mais a finalement été éteint par l'équipage. Le Trident a réussi à attacher une remorque au navire de pompiers et, avec l'aide du HMS Dartmouth et de deux autres bateaux britanniques, à le dégager,. 
Le Scipion est détruit en 1846.